# Epamera naisisii
Epamera naisisii is een vlinder uit de familie van de Lycaenidae. De wetenschappelijke naam van de soort is voor het eerst geldig gepubliceerd in 1928 door Riley.